# Gelidiales
Corallinales Kylin, 1923  é o nome botânico, segundo o sistema de classificação de Hwan Su Yoon et al. (2006), é uma ordem de algas vermelhas pluricelulares da classe Florideophyceae, subfilo Rhodophytina.
Muitas das espécies são utilizadas para fabricar o ágar.

## Táxons inferiores
Família 1: Gelidiaceae Kützing, 1843
Família 2: Gelidiellaceae Fan, 1961
Família 3: Pterocladiaceae G.P. Felicini & C. Perrone in C. Perrone, G.P. Felicini, & A. Bottalico, 2006